# Hôtel Georget
L’Hôtel Georget, situé au 43 Rue de Talleyrand (Reims) à Reims, a été construit en 1911 pour Alexandre Georget (1886-1971) qui était administrateur des Docks rémois.

## Histoire

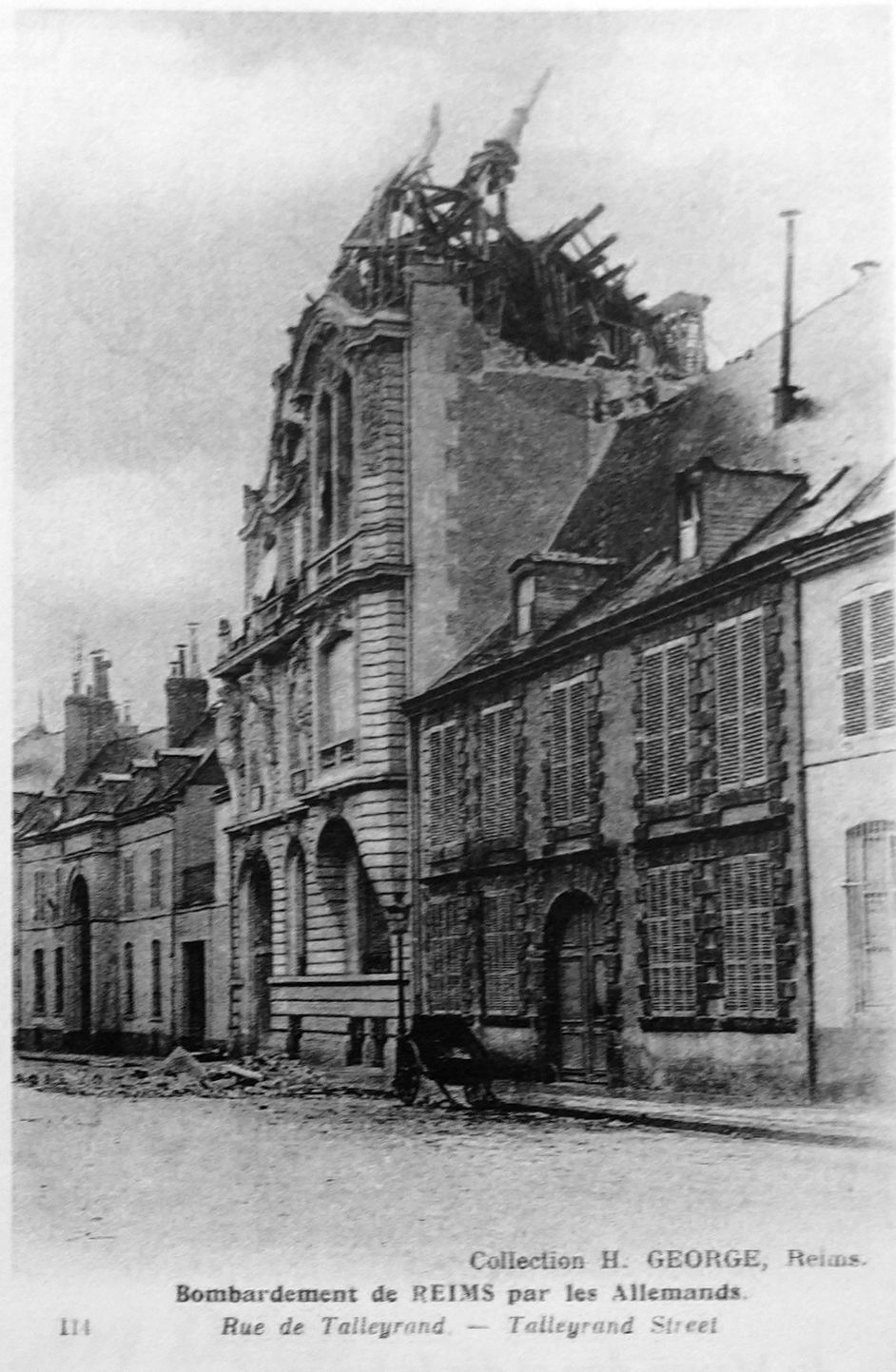
Endommagé lors de la Grande Guerre.

L’Hôtel Georget a été construit en 1911 pour Alexandre Georget par l’architecte Charles Payen.

## Architecture
L’Hôtel Georget est de style néoclassique. 
Il est caractérisé par trois cariatides réalisées par Léon Chavalliaud.

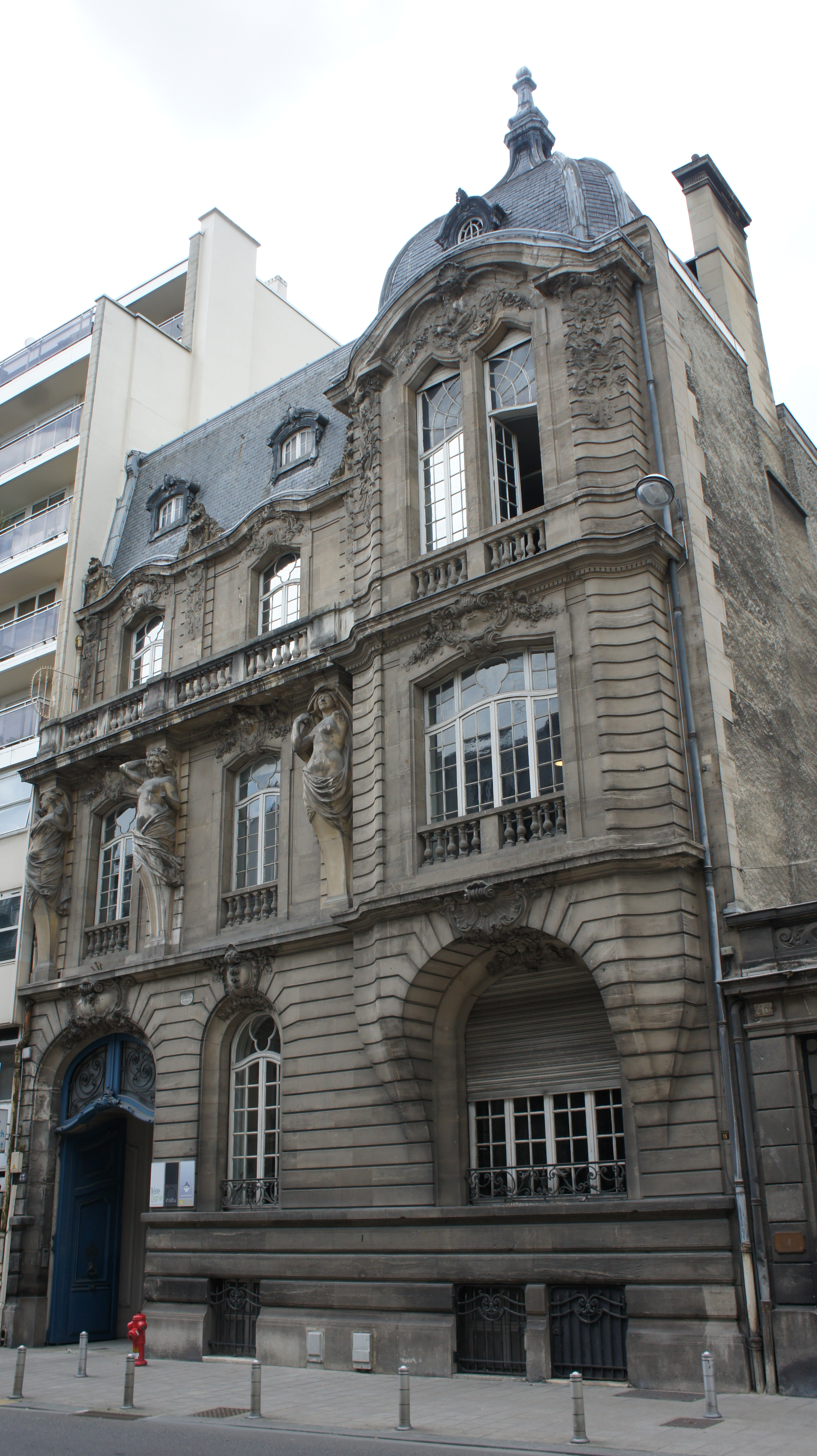
Facade de l’Hôtel Georget.
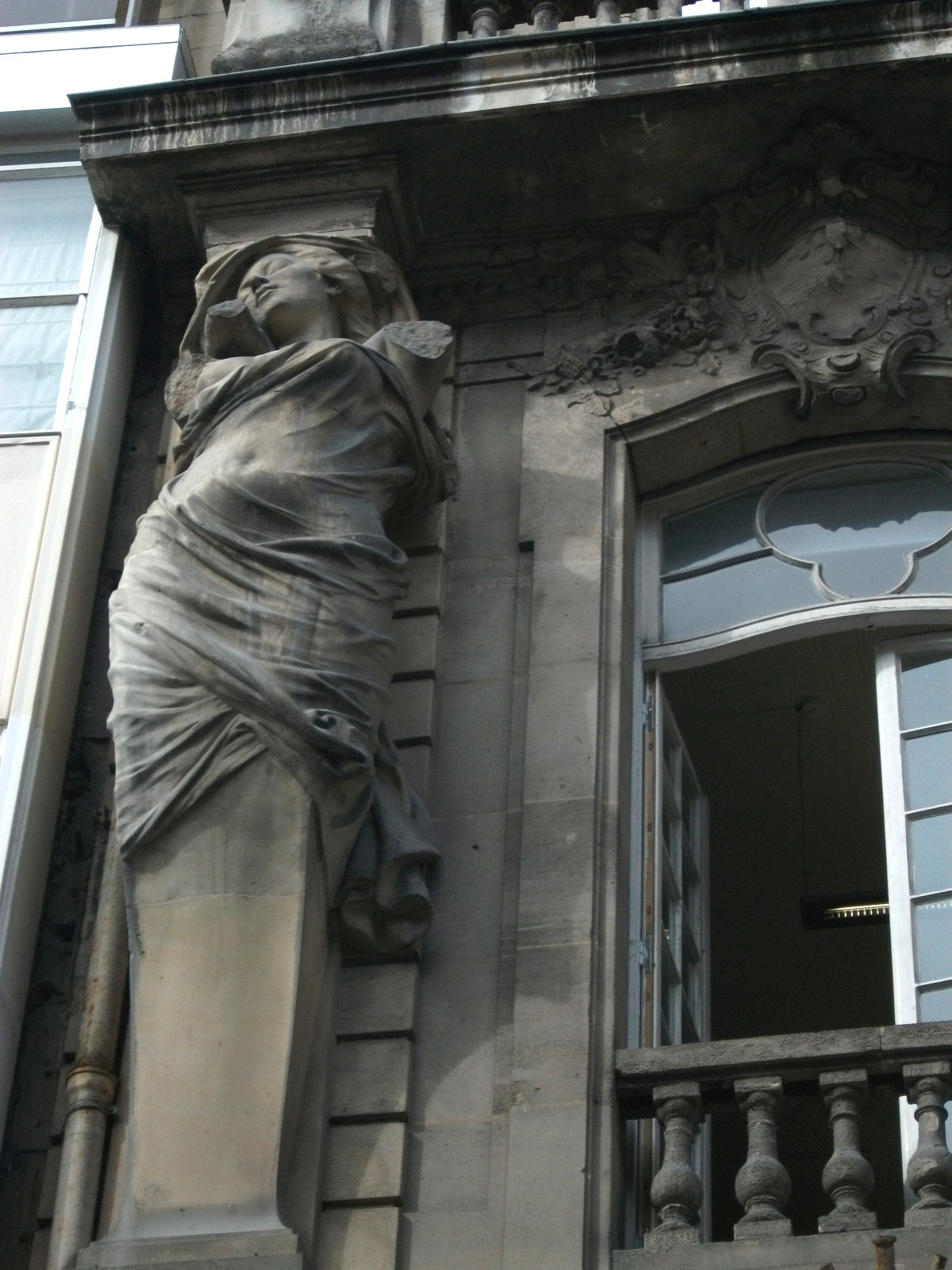
Cariatides de Léon Chavalliaud sur la façade.
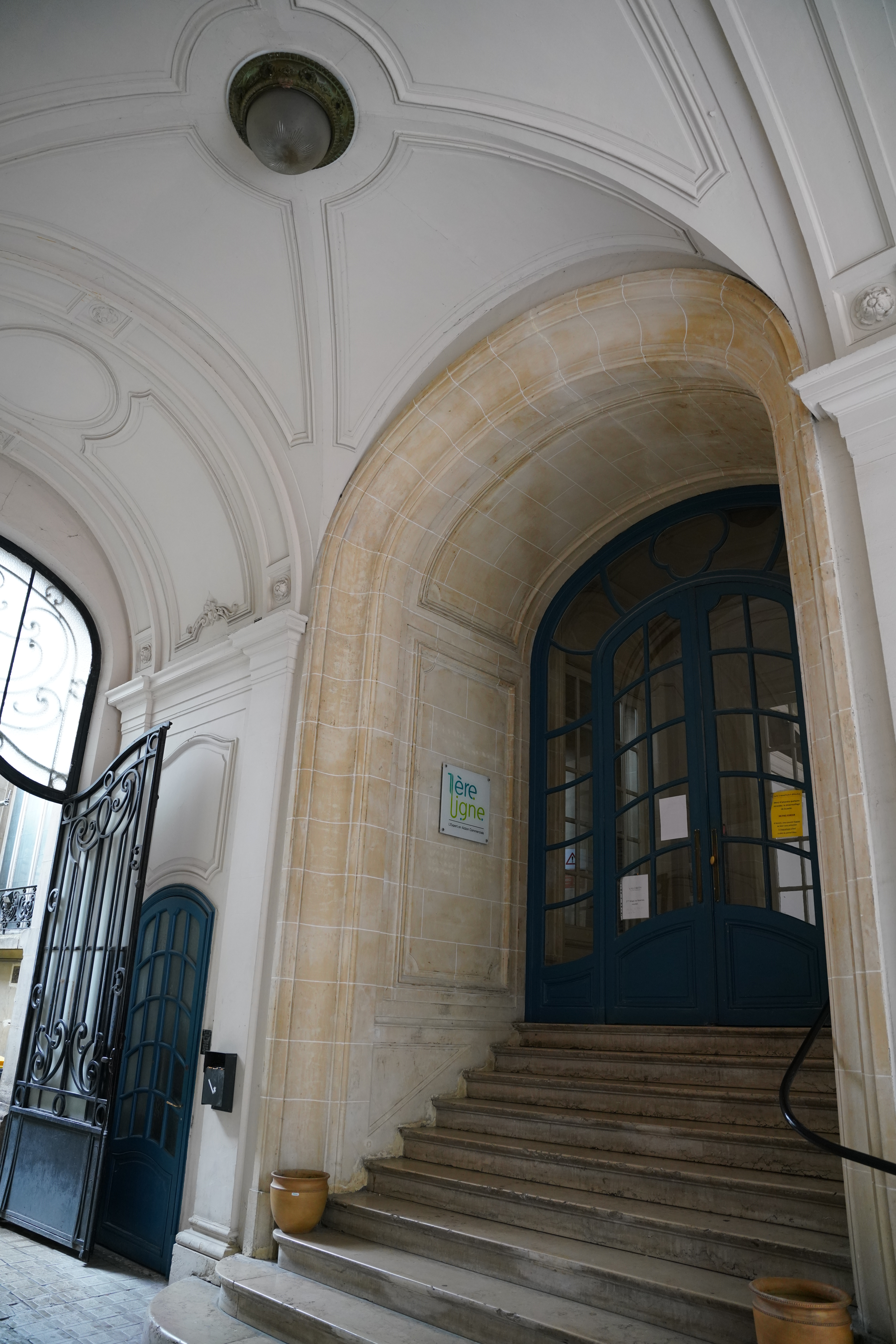
L'escalier intérieur.

## Alexandre Georget
Alexandre Frédéric Georget est né le 21 février 1886 à Reims. Il est le fils de Victor Adrien Arthur Georget, négociant à Reims, et de Mathilde Constance Becret. Il se marie le 21 septembre 1910 avec Marguerite Farre avec qui il aura deux enfants. Il a été président du conseil d'administration des Docks rémois. Il est décédé le 21 avril 1971 à Reims à l’âge de 85 ans.